# Edith Eckbauer
Edith Eckbauer, née Baumann le 27 octobre 1949 à Munich, est une ancienne rameuse allemande. Elle est médaillée de bronze en deux sans barreur aux Jeux de 1976.

## Carrière
Avec Thea Einöder, elle remporte la médaille de bronze en deux sans barreur aux Jeux olympiques de 1976. Elle est également double médaille de bronze en skiff aux championnats d'Europe de 1971 et 1973 et en quatre sans barreur aux mondiaux 1975.

## Palmarès

### Jeux olympiques
- Jeux olympiques d'été de 1976 à Montréal ( Canada) :
  -  médaille de bronze en deux sans barreur

### Championnats du monde
- Championnats du monde d'aviron 1975 à Nottingham ( Royaume-Uni) :
  -  médaille de bronze en quatre sans barreur

### Championnats d'Europe
- Championnats d'Europe d'aviron 1973 à Moscou ( Union soviétique) :
  -  médaille de bronze en skiff
- Championnats d'Europe d'aviron 1971 à Copenhague ( Danemark) :
  -  médaille de bronze en skiff